# María Aparicio Calzada
María Aparicio Calzada, nacida en Valencia en 1981, es una abogada y política gallega del PPdeG. Es senadora por La Coruña desde 2015 para la XI y XII Legislaturas.

## Biografía
Se licenció en Derecho por la Universidad de La Coruña. Empezó a militar en el PPdeG con 20 años, incorporándose primero a Nuevas Generaciones.
Fue asesora Jurídica del Ayuntamiento de Mellid. En las elecciones generales de 2015 se presentó al Senado por la provincia de La Coruña y fue elegida senadora, cargo que revalidó en los comicios de 2016.